# La Forêt (revue)
Pour les articles homonymes, voir La Forêt.
La Forêt est une revue suisse d’information spécialisée sur la forêt privée, éditée par l'association des forêts privées Suisse fondée en 1921.

## Diffusion
La revue La Forêt est éditée dans deux langues nationales du pays, le français et l'allemand. Son nom en allemand est Wald und Holz (« Forêt et bois »). Des informations sont également relayées sur le site internet, également disponible dans une version italienne, Bosco Svizzero (« Forêt Suisse »).